# Maiko Nakaoka
Maiko Nakaoka (中岡 麻衣子 Nakaoka Maiko?), född 15 februari 1985, är en japansk tidigare fotbollsspelare.
Maiko Nakaoka spelade 14 landskamper för det japanska landslaget. Hon deltog bland annat i Asiatiska mästerskapet i fotboll för damer 2006 och Asiatiska spelen 2006.